# John Price (regatista)
John Wesley Price (Miami, 19 de enero de 1920-Miami, 26 de mayo de 1991) fue un deportista estadounidense que compitió en vela en la clase Star. Participó en los Juegos Olímpicos de Helsinki 1952, obteniendo una medalla de plata en la clase Star.

## Palmarés internacional
| Juegos Olímpicos | Juegos Olímpicos     | Juegos Olímpicos | Juegos Olímpicos |
| Año              | Lugar                | Medalla          | Clase            |
| ---------------- | -------------------- | ---------------- | ---------------- |
| 1952             | Helsinki (Finlandia) | Medalla de plata | Star             |